# Квіткокол блискотливий
Квіткокол блискотливий (Diglossa lafresnayii) — вид горобцеподібних птахів родини саякових (Thraupidae). Мешкає в Андах. Вид названий на честь французького орнітолога Фредеріка де Лафресне.

## Опис

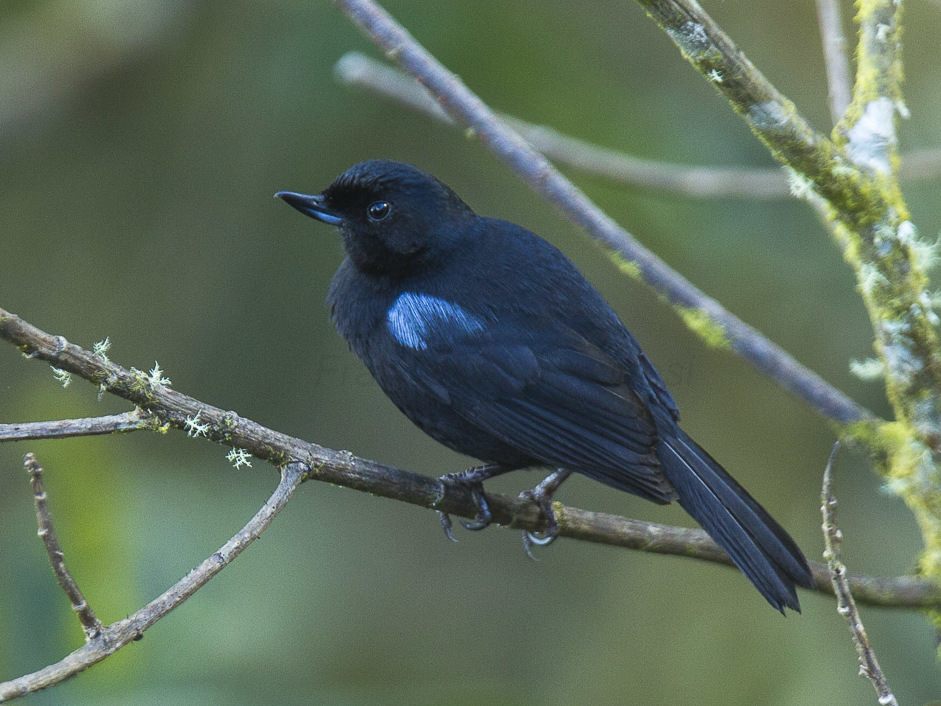
Блискотливий квіткокол

Довжина птаха становить 14,5 см. Забарвлення переважно чорне, блискуче, плечі синювато-сірі. Очі темні, дзьоб чорний, вигнутий догори, на кінці гачкуватий. Виду не притаманний статевий диморфізм. У молодих птахів дзьоб дещо світліший.

## Поширення й екологія
Блискотливі квіткоколи мешкають у Венесуелі (Кордильєра-де-Мерида), Колумбії, Еквадорі і Перу (Кахамарка), Вони живуть на узліссях вологих гірських і хмарних лісів, у високогірних чагарникових заростях та на високогірних луках парамо. Зустрічаються поодинці або парами, на висоті від 2700 до 3700 м над рівнем моря. Живляться комахами і нектаром.